# Cellepora aliena
Cellepora aliena är en mossdjursart som beskrevs av Moyano 1991. Cellepora aliena ingår i släktet Cellepora och familjen Celleporidae. Inga underarter finns listade i Catalogue of Life.